# モンロー・ウォーク (曲)
「モンロー・ウォーク」（Monroe Walk）は、1979年4月21日にリリースされた南佳孝の6枚目のシングル。発売元はCBS・ソニー。

## 概要
南によると、風呂上がりに15分くらいでできたそうである。
南は「モンロー・ウォーク」を発表後、海外へ行き活動休止していたため、その間の収入源として同じレコード会社所属の郷ひろみに同曲を「セクシー・ユー（モンロー・ウォーク）」として歌ってもらうことになったという。また郷のファン層は「モンロー・ウォーク」の語源を知らないだろうからということでレコード会社がタイトルを変更したが、その変更に来生えつこは怒っていたという。

## ディスクジャケット
ジャケットが2種類存在する。一つは白いジャケットを着た南がタバコをくわえているもの、もう一つはアロハシャツを着たもので、いずれも品番は ″06SH509″ になっている。

## 収録曲
- 全作詞：来生えつこ　作曲：南佳孝　編曲：坂本龍一

SIDE A
1. モンロー・ウォーク（3:30）

SIDE B
1. 渚にて（4:05）

## カバー
- 郷ひろみ（1980年、「セクシー・ユー（モンロー・ウォーク）」を参照）
- 定岡正二（1982年、アルバム『ヤング・ジャイアンツ歌の球宴』収録）
- アラン・タム（1984年、アルバム『夏の寒風』収録。同年に香港で発売したアルバム『愛的根源』には広東語版の「觸電舞」を収録）
- かとうれいこ（下記参照）
- 斉藤和義（2008年、アルバム『Collection "B" 1993〜2007』収録）
- 高野千恵（2009年、アルバム『Summer Collection』収録）
- 中田裕二（2016年、シングル『THE OPERATION/IT'S SO EASY』収録）
- クレイジーケンバンド（2021年、アルバム『好きなんだよ』収録）

## かとうれいこによるカバー
かとうれいこが1991年に本曲をカバー。自身2作目のシングルとして同年4月21日にリリース。

### 収録曲
1. モンロー・ウォーク
作詞：来生えつこ
作曲：南佳孝
編曲：中村哲
2. 100% 〜貴方を愛したい〜
作詞：松本一起
作曲：J.HIRO
編曲：安田信二

### 収録アルバム
※発売元はすべてテイチクエンタテインメント。
| タイトル                | アルバム名       | 発売日         | Track No. | 備考                                                                               |
| ----------------------- | ---------------- | -------------- | --------- | ---------------------------------------------------------------------------------- |
| モンロー・ウォーク      | お熱いのがお好き | 1991年7月21日  | 7         | リミックス・ヴァージョンで収録。                                                   |
| モンロー・ウォーク      | SPECIAL!         | 1991年11月21日 | 1 / 12    | Track.1にシングル・ヴァージョン、 Track.12にアコースティック・ヴァージョンを収録。 |
| モンロー・ウォーク      | GOLDEN BEST      | 2012年8月22日  | 9         | シングル・ヴァージョンで収録。                                                     |
| 100% 〜貴方を愛したい〜 | GOLDEN BEST      | 2012年8月22日  | 10        |                                                                                    |